# Массовое убийство в Дакшон

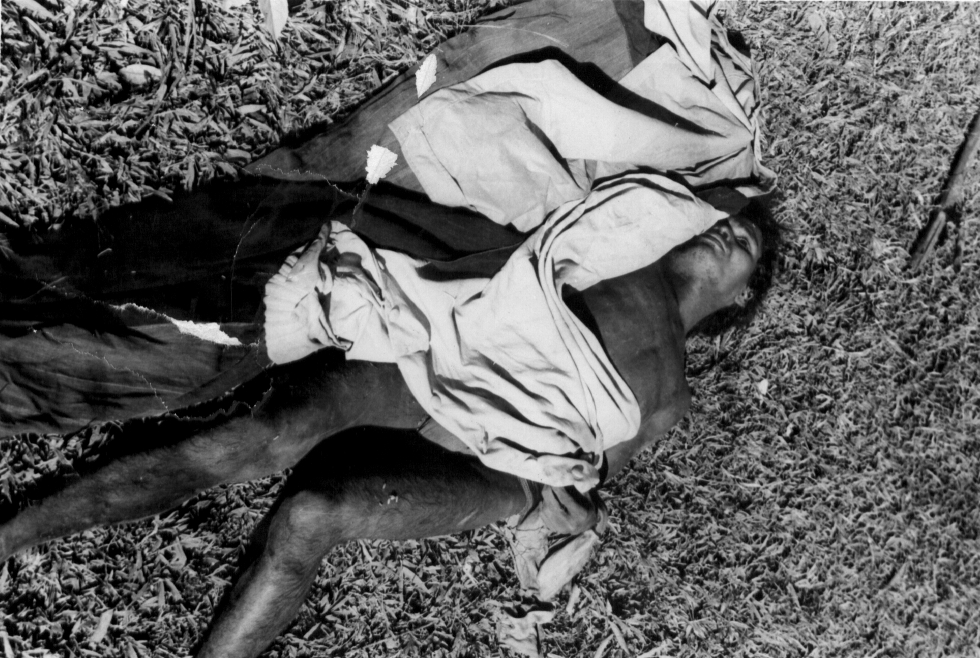
Труп одного из жителей Дакшон

Массовое убийство в Дакшон — массовое убийство мирного населения коммунистическими партизанами в ходе Вьетнамской войны, произошедшее в 1967 году.
Деревня Дакшон была расположена в Южном Вьетнаме, в 120 км северо-восточнее Сайгона. В конце 1967 года здесь проживали беженцы-монтаньяры, прибывшие сюда с территорий, контролируемых Национальным фронтом освобождения Южного Вьетнама (Вьетконгом). Они отказались от требования НФОЮВ вернуться на старое место жительства и предоставить рекрутов для участия в войне против южновьетнамского правительства и его союзников во главе с США. В ночь на 5 декабря деревня была атакована несколькими сотнями партизан НФОЮВ. Используя огнемёты, они подавили сопротивление деревенского отряда самообороны. Находившиеся поблизости южновьетнамские подразделения не смогли оказать помощь деревне. Всего в ходе боя и последующих расстрелов было убито 252 мирных жителя Дакшон; около 100 человек партизаны насильственно увели с собой. Пропавшими без вести числились 500 человек, часть из которых бежала в джунгли, а часть погибла.
Трагедия в Дакшон была одним из многочисленных случаев преднамеренного убийства мирного населения воюющими сторонами в ходе Вьетнамской войны.